# ستيوارت ديفيدسون (لاعب كريكت)
ستيوارت ديفيدسون (8 مارس 1972 في زيمبابوي - ) (بالإنجليزية: Stuart Davidson)‏ هو لاعب كريكت بريطاني. شارك مع منتخب اسكتلندا الوطني للكريكت.

## وصلات خارجية
- ستيوارت ديفيدسون على موقع إي آس بي آن كريك إنفو (الإنجليزية)